# Novákfalva

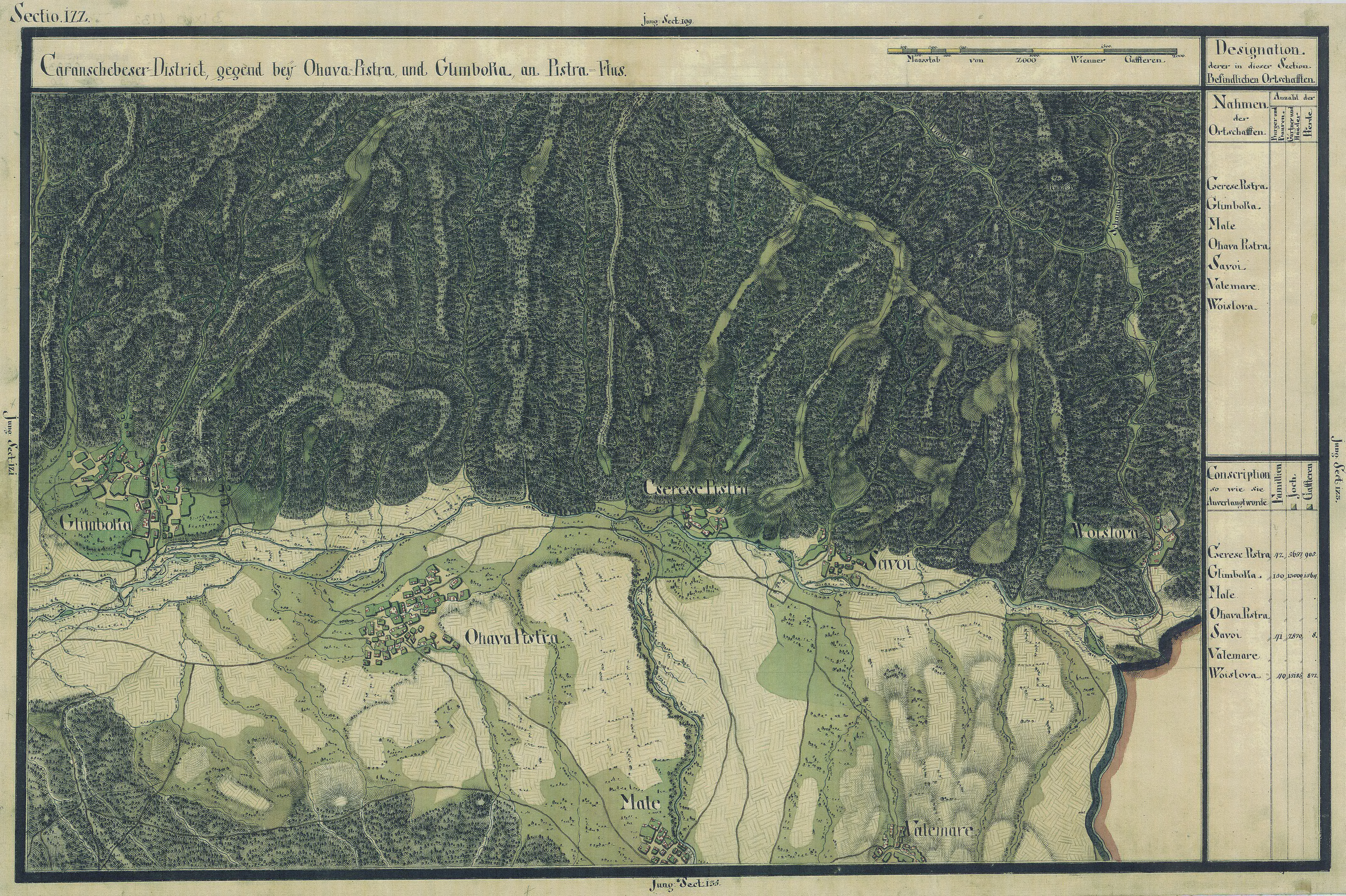
Novákfalva egy régi, 1700-as évekből való térképen

Novákfalva (Glimboca), település Romániában, a Bánságban, Krassó-Szörény megyében.

## Fekvése
Karánsebestől északkeletre, Nándorhegytől délnyugatra, Bisztranyires és Bisztere közt fekvő település.

## Története
Novákfalva nevét 1370-ben  v. Nouak néven említette először oklevél. 1430-ban Nowak, 1433-ban Novakfalva, 1447-ben Noachfalva, 1475-ben Glamboka, 1580-ban Novakfalva, Glemboka, 1808-ban Glimboka, 1913-ban Novákfalva néven írták.
A középkorban a Bizerei család birtokai közé tartozott.
1475-ben a család tagjai a csanádi káptalan előtt megosztoztak birtokaikon, mely osztozkodáskor Novákfalva (Glamboka), az akkor Temes vármegyéhez tartozó falu; valamint Byzere, Kalva, Pleso, Vercserova és még más falvakkal együtt Bizerei Miklósnak és örököseinek jutott.
1910-ben 2224 lakosából 2120 román, 53 német, 20 magyar volt. Ebből 2110 görögkeleti ortodox, 71 római katolikus, 22 görögkatolikus volt.
A trianoni békeszerződés előtt Krassó-Szörény vármegye Karánsebesi járásához tartozott.